# Pterolophia assamana
Pterolophia assamana là một loài bọ cánh cứng trong họ Cerambycidae.